# It's Not About the Bike: My Journey Back to Life
It's Not About the Bike: My Journey Back to Life é uma autobiografia de 2000 lançada pelo ciclista estadunidense Lance Armstrong com a colunista esportiva conterrânea Sally Jenkins.
O livro foi escrito logo após Lance vencer a Tour de France 1999, a primeira de uma série de sete conquistas consecutivas. Em 1996, ele foi diagnosticado com câncer testicular, o qual se espalhou para seus pulmões, abdômen e cérebro, deixando-o com apenas 40% de chances de sobrevivência. A doença interrompeu sua carreira, mas seu sucesso após a cura levou parte da imprensa a acusá-lo de doping. Considerando o escândalo de doping no qual Lance se viu envolvido anos após a publicação do livro, as passagens sobre o assunto na obra são duvidosas.
O liro aborda desde a sua infância até o torneio de 1999 e o nascimento de seu primeiro filho. Uma segunda autobiografia, intitulada Every Second Counts e novamente escrita com Sally Jenkins, prossegue a narrativa até a sua vitória no Tour de France 2003.